# Spatulate Ridge
Spatulate Ridge är en bergstopp i Antarktis. Den ligger i Östantarktis. Nya Zeeland gör anspråk på området. Toppen på Spatulate Ridge är 314 meter över havet.
Terrängen runt Spatulate Ridge är varierad. Trakten är obefolkad. Det finns inga samhällen i närheten. 